# Thanatus fornicatus
Thanatus fornicatus là một loài nhện trong họ Philodromidae.
Loài này thuộc chi Thanatus. Thanatus fornicatus được Eugène Simon miêu tả năm 1897.